# Women's All-Island Cup
La Women's All-Island Cup est une compétition féminine de football qui se déroule en juin et juillet 2023 en Irlande et en Irlande du Nord. Elle met aux prises seize équipes issues des deux pays pendant le temps de l'interruption des championnats à cause de la coupe du monde féminine de football qui se déroule en Australie et en Nouvelle-Zélande. C'est la première compétition qui réunit des clubs féminins de toute l'île d'Irlande.

## Histoire
Le 6 mars 2023, les fédérations irlandaise et nord-irlandaise annoncent la création d'une compétition regroupant des équipes de toute l'île d'Irlande. Cette compétition All-Island doit se dérouler  lors des mois de juin et de juillet, au moment de l'interruption des championnats pour cause de Coupe du monde féminine en Australie et en Nouvelle-Zélande. Elle regroupera seize équipes, onze issues un championnat irlandais et cinq du championnat nord-irlandais. Cette compétition est nommée pour des raisons de sponsoring l'Avenir Sports Women's All-Island Cup.

## Palmarès
| Saison | Vainqueur           | Score                | Finaliste              |
| ------ | ------------------- | -------------------- | ---------------------- |
| 2023   | Galway United Women | 1 - 0                | Cliftonville Ladies    |
| 2024   | Galway United Women | 0 - 0 (4-3) t. a. b. | Shamrock Rovers Ladies |
| 2025   |                     |                      |                        |